# Пупп, Река
Река Пупп (венг. Pupp Réka; род. 4 июля 1996) — венгерская дзюдоистка, призёр чемпионатов Европы. Участница II Европейских игр в 2019 году.

## Биография и спортивная карьера
Река Папп родилась в Венгрии 4 июля 1996 года. Является членом национальной сборной по дзюдо и представляет свою страну в весовой категории до 52 килограммов. 
В 2017 году Река участвовала в соревнованиях среди женщин в весовой категории 52 кг на чемпионате Европы по дзюдо, который проходил в Варшаве, в Польше. В этом же году она приняла участие и в чемпионате мира, в родной Венгрии в Будапеште, где уступила во втором круге бельгийской спортсменке.
На Гран-при по дзюдо 2018 года в Анталье она завоевала одну из бронзовых медалей в весовой категории до 52 кг. В том же году она завоевала серебряную медаль в весовой категории до 52 кг на чемпионате Европы по дзюдо среди спортсменов не старше 23-х лет, проходившем в Дьере, в Венгрии.
В 2019 году она участвовала в соревнованиях среди женщин в весовой категории 52 кг на чемпионате мира в Токио, а также принимала участие в II Европейских играх в Минске, где уступила уже в первом раунде весовой категории до 52 кг. 
В 2020 году венгерская спортсменка приняла участие в Чемпионате Европы в Праге, где уступила швейцарской спортсменке во втором раунде соревнований.
В 2021 году она завоевала бронзовую медаль на турнире Большого шлема по дзюдо в Тель-Авиве и чуть позже повторила свой успех на турнире Большого шлема по дзюдо в Тбилиси.
В апреле 2021 года на чемпионате Европы в Португалии венгерская спортсменка в поединке за третье место одолела испанскую спортсменку Ану Перес Бокс и впервые в карьере стала бронзовым призёром взрослого чемпионата Европы.